# Landskabsarkitektur
Ved landskabsarkitektur forstås planlægning og design af ubebyggede rum. Det vil sige alle uderum i form af torve og pladser, parker og promenader, sportspladser og rekreative arealer, haver, byudvikling, omdannelse af havne- og industriområder, placering af motorveje, vindmøller o.lign. Fra det helt lille til det helt store, fra strategiudvikling til design, fra borgerinddragelse til konkurrenceprojekter, fra design med planter til hvordan vores byer skal se ud i fremtiden.
I dag defineres landskabsarkitektur som en æstetisk-kunstnerisk disciplin på et naturvidenskabeligt-teknisk grundlag og dets væsentligste opgave er at tilvejebringe æstetiske, miljømæssige og socio-kulturelt velfungerende rum, hvori vores liv på en beriget måde kan udfolde sig.

## Uddannelsen til landskabsarkitektekt
Landskabsarkitektur er en bachelor- og kandidatuddannelse ved Københavns Universitet. Uddannelsen er placeret ved Skov & Landskab på Det Biovidenskabelige Fakultet; i daglige tale kaldet LIFE.
Uddannelsen i landskabsarkitektur retter sig både mod alt “mellem husene” – torve, pladser, parker osv. – og mod byplanlægning og byudvikling. Det er en akademisk uddannelse, hvor man arbejder såvel helhedsorienteret og visionært som analytisk og vidensbaseret. Gennem studiet arbejdes der kreativt og projektorienteret med at skabe velfungerende og bæredygtige rammer for mennesker og natur.
Som færdiguddannet landskabsarkitekt arbejder man bl.a. med planlægning og design af byer og byrum, parker og landskaber.

### Uddannelsens opbygning
På uddannelsens første år følger man en grundpakke, hvor man bl.a. udarbejder planer for konkrete byområder. På andet og tredje år følger man enten en fagpakke i landskabsdesign eller en fagpakke i bydesign, som begge afsluttes med en praktikperiode hos en privat tegnestue, en offentlig forvaltning eller et konsulentfirma. Som afslutning på praktikperioden udarbejder man et bachelorprojekt, der er en opgave, som bliver stillet af den virksomhed, man er i praktik hos.
I løbet af det andet og tredje år har man en række valgfrie kurser. Har man valgt fagpakken i landskabsdesign, kan man f.eks. tage kurser om “håndværk og æstetik i landskabsarkitektur”, “landskabsanalyse” eller “computer visualization”.
Det er også muligt at kombinere med kurser på andre af universitetets uddannelser, f.eks. Antropologi, Kunsthistorie, Skovbrug eller Økonomi.
Efter bacheloreksamen kan man fortsætte på en toårig kandidatuddannelse i landskabsarkitektur. Den består af valgfrie kurser, et obligatorisk temakursus og et speciale.
De valgfrie kurser kan man bruge til at udbygge kompetencer inden for et eller flere af fagets emner, som man interesserer sig særligt for. Temakurset løber over et halvt år. Man vælger selv, om temakurset skal være i byudvikling, parkforvaltning eller landskabsplanlægning.